# Hethiter
Die Hethiter waren ein kleinasiatisches Volk des Altertums, das im 2. Jahrtausend v. Chr. auch in Syrien und Kanaan (in der Region Palästina, entspricht etwa dem heutigen Libanon und Israel) politisch und militärisch einflussreich war. Ihre Hauptstadt war die meiste Zeit Ḫattuša, unmittelbar beim heutigen Ort Boğazkale in der nördlichen Zentraltürkei. Die Hethiter sprachen Hethitisch, eine indogermanische Sprache. Von den Hethitern werden die Hattier unterschieden, die eine nicht-indogermanische Sprache verwendeten. Allerdings nannten die Hethiter selbst ihr Reich Ḫatti.

## Die Entdeckung der Hethiter
Die Existenz der Hethiter war mit Ausnahme einiger verstreuter Bibelstellen bis zum Ende des 19. Jahrhunderts unbekannt. Schon in der klassischen Antike gab es keine Erinnerung mehr an sie; die Überreste ihrer Kultur wurden für ägyptisch gehalten. Herodot hielt das hethitische Felsrelief von Karabel für eine Darstellung des ägyptischen Pharaos Sesostris III. Nach aktuellem Wissensstand stellt es Tarkasnawa von Mira dar.
Der erste archäologische Hinweis auf die Hethiter stammt von den assyrischen Handelskolonien in Kaneš (dem heutigen Kültepe), in dem Aufzeichnungen einen Handel zwischen den Assyrern und einem gewissen „Land Hatti“ belegten. Einige Namen in den Aufzeichnungen waren weder hattisch (altanatolisch) noch assyrisch, sondern eindeutig indogermanisch.
William Wright stellte fest, dass die Inschrift auf 1884 von Archibald Henry Sayce bei Boğazköy gefundenen Denkmälern (vermutlich Yazılıkaya) zu eigenartigen hieroglyphischen Inschriften in Aleppo und Hamath (Nordsyrien) zu passen schien. 1887 wurden die Archive von Tell-el-Amarna gefunden, die die diplomatischen Korrespondenzen von Amenophis III. und seinem Sohn Echnaton enthielten. Zwei der Briefe aus einem Königreich Arzawa waren in gängiger akkadischer Keilschrift, aber einer unbekannten Sprache geschrieben. Das Hethitische konnte von den Wissenschaftlern gelesen, aber nicht verstanden werden. Kurz danach schlug Archibald Sayce eine Identifizierung des Ḫatti-Lands mit dem aus der Bibel bekannten Volksstamm der Hethiter vor. Dies konnte sich im frühen 20. Jahrhundert durchsetzen, so dass der biblische Name Hethiter auf die in Boğazköy gefundene Zivilisation überging.
Bei den 1905 begonnenen sporadischen Ausgrabungen in Boğazköy fand der Archäologe Hugo Winckler (1863–1913) ein königliches Archiv mit 10.000 Tafeln, die in Keilschrift und derselben unbekannten Sprache abgefasst waren wie die ägyptischen Briefe aus Arzawa. Er bewies, dass die Ruinen bei Boğazköy die Überreste der Hauptstadt eines mächtigen Reichs sind, das zeitweilig auch das nördliche Syrien beherrschte.
Schließlich wurde die Sprache dieser Tafeln vom tschechischen Linguisten Bedřich Hrozný (1879–1952) entschlüsselt, der seine Resultate bei einem Vortrag am 24. November 1915 vorstellte. Seine Publikation Die Sprache der Hethiter; Ihre Struktur und ihre Zugehörigkeit zur indogermanischen Sprachfamilie erschien 1917 in Leipzig. In diesem Buch konnte er zeigen, dass die bislang geheimnisvolle Sprache der Hethiter zu den indogermanischen Sprachen zählt und somit deren älteste schriftlich festgehaltene Vertreterin ist.
Mitarbeiter des Deutschen Archäologischen Instituts graben Ḫattuša seit 1932 (mit kriegsbedingten Unterbrechungen) systematisch aus.

## Geschichtliche Übersicht

### Datierung
Eine gesicherte Datierung der Regierungsdauer hethitischer Könige/Herrscher ist nicht möglich, da hethitische Quellen bislang keine sicheren Nachweise liefern. Briefwechsel mit anderen Königen und Inschriften erlauben deshalb nur punktuelle Datierungsmöglichkeiten, die sich zusätzlich an die „kurze“ oder „mittlere“ Chronologie anlehnen (siehe dazu Chronologien der Altorientalischen Geschichtsschreibung). Außerdem erwähnt Muršili II. für sein zehntes Regierungsjahr eine mögliche Sonnenfinsternis. In seiner Regierungszeit traten in kurzen Abständen aber mehrere Sonnenfinsternisse auf, die verschiedene Datierungen ermöglichen, wobei eine totale Sonnenfinsternis im Jahre 1312 v. Chr. derzeit von der Forschung bevorzugt wird (siehe auch Sonnenfinsternis des Muršilis).

### Vorgeschichte
Mögliche Einwanderungswege und die Herkunft (die Anatolien-Hypothese geht z. B. davon aus, dass die Hethiter nicht eingewandert, sondern weitgehend in ihrer ursprünglichen Heimat verblieben sind) indogermanischer Anatolier können bisher nicht eindeutig belegt werden. Im 3. Jahrtausend v. Chr. lebten in Zentral-Anatolien die sprachlich isolierten Hattier. Indogermanisch-anatolische Sprachen dagegen sind erst seit der frühen Mitte des zweiten Jahrtausends v. Chr. in Anatolien belegt (einzelne Namen und Lehnwörter finden sich in altassyrischen Texten allerdings schon im frühen 2. Jahrtausend). Sie sind damit die ältesten belegten indogermanischen Sprachen. Nahezu gleichzeitig sind das Palaische im Norden und das Luwische im Südwesten belegt; erst im 1. Jahrtausend v. Chr. das Lydische, ein weiterer Zweig der anatolischen Sprachen. Das Lykische, Sidetische und Karische, die ebenfalls erst im 1. Jahrtausend v. Chr. belegt sind, zeigen starke Verwandtschaft mit dem Luwischen und werden von diesem hergeleitet.
Die Hethiter übernahmen von den Hattiern die Bezeichnung Ḫatti für das Land. Ihre Sprache nannten sie nešili, nach der Stadt Kaneš/Neša. Der erste hethitische Großkönig, der in Ḫattuša/Boğazköy residierte, stammte wie Anitta ursprünglich aus Kuššara, einer Stadt, die noch nicht identifiziert worden ist.
Die folgenden Angaben von Sprachwissenschaftlern beruhen auf individuellen Schätzungen: Beispielsweise nimmt Oettinger (2002) „indogermanische Sprachträger“ im 3. Jahrtausend v. Chr. an, deren Einwanderung spätestens 2300 v. Chr. erfolgte; Melchert (2003) nimmt eine Einwanderung im 4. Jahrtausend v. Chr. an.
Der US-amerikanische Archäologe David Anthony (2007, passim) plädiert aus archäologischen Gründen für eine Einwanderung über den Balkan etwa 4000 v. Chr.; Atkinson-Gray (korrigiert 2013) nehmen die indogermanischen Anatolier gar als Keimzelle der indogermanischen Sprachen um etwa 7579 „BP“ (undefiniert, entspricht etwa 6580 v. Chr.) an und stimmen zeitlich grob mit Renfrews ursprünglicher Anatolien-Hypothese überein. Mit derselben Methodik, jedoch einem verbesserten Datensatz, berechnete Holm (2017) eine Ausgliederung der Hethiter auf etwa 3000 v. Chr., womit eine Einwanderung in den folgenden tausend Jahren impliziert wird.

### Das hethitische Großreich

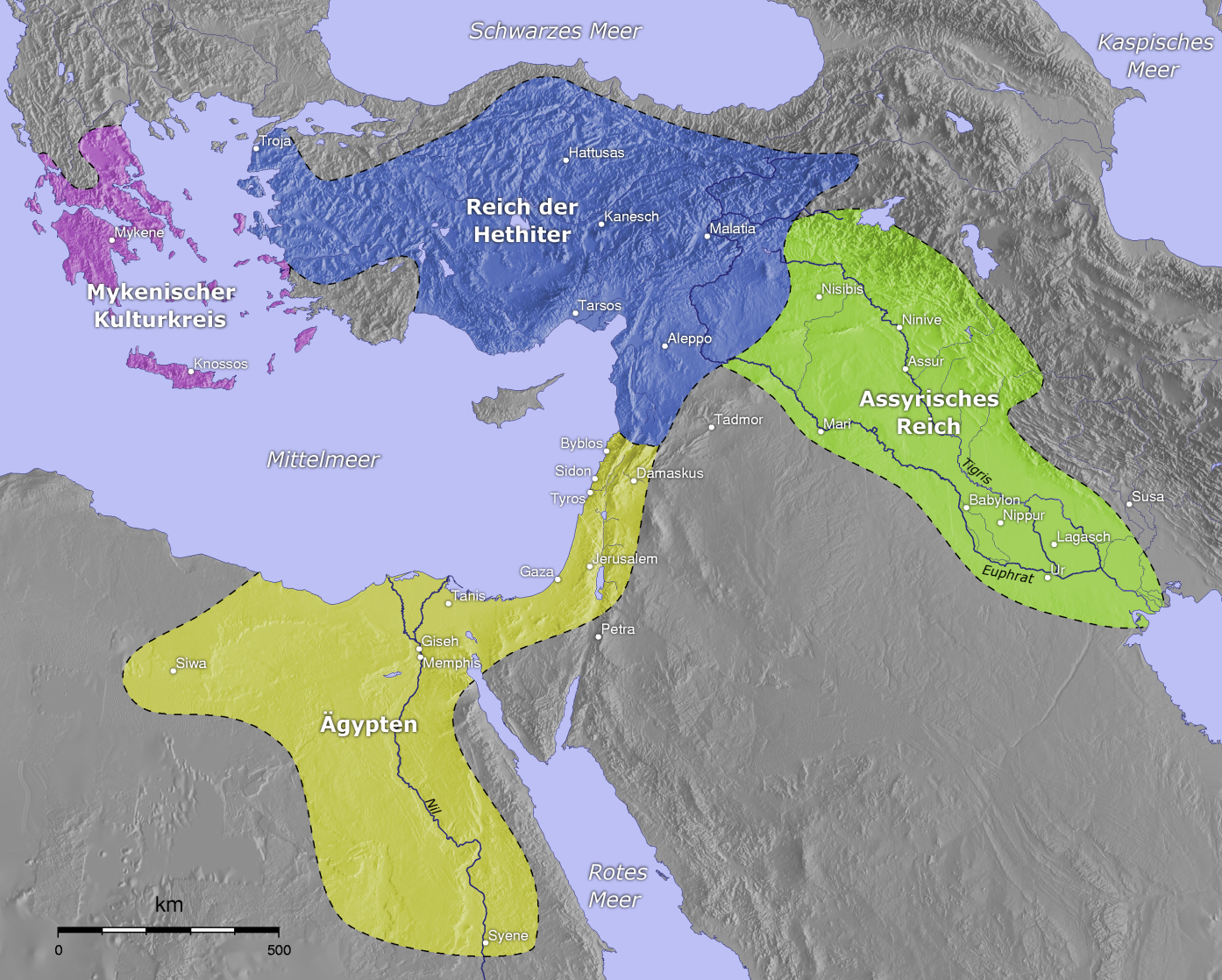
Das Hethiterreich und seine Nachbarn um 1230/20 v. Chr.

Zu diesem Reich zählten weite Teile Anatoliens und zeitweise auch die nördliche Hälfte des heutigen Syrien. Hauptstadt des Reiches war Ḫattuša im Norden von Zentralanatolien, etwa 150 Kilometer östlich von Ankara.
Ḫattuša wurde vor allem durch ca. 30.000 Texttafeln berühmt, die hier Anfang des 20. Jahrhunderts entdeckt wurden. Bis dahin kannte man die Hethiter nur aus altorientalischen und ägyptischen Texten, die entsprechenden Sprachen/Schriften waren bereits Anfang des 19. Jahrhunderts entziffert worden. Der tschechische Orientalist Bedřich Hrozný entzifferte ab 1915 auch die hethitischen Texte, die seitdem als Quellen zu Geschichte, Religion und Kultur dieses Volkes zur Verfügung stehen.
Die Herrscher Ägyptens, Babyloniens und Assyriens betrachteten den hethitischen Großkönig weitgehend als gleichrangigen Partner, mit dem sie diplomatische Kontakte und Handelsbeziehungen unterhielten, aber auch Kriege führten. Ein Beispiel für dieses Spiel der Mächte ist die Schlacht bei Kadesch (1274 v. Chr.) und der nachfolgende Friedensvertrag zwischen Ramses II. und Ḫattušili III. Hierbei handelt es sich um den ältesten bekannten Friedensvertrag der Welt, von dem – als ein Symbol für den Frieden – eine Kopie im UNO-Gebäude in New York City zu sehen ist.
Das hethitische Großreich umfasste eine ganze Reihe von Vasallen- und Nachbarstaaten wie Tarḫuntašša oder Karkemiš. Von besonderem Interesse in der Forschung der letzten Jahre ist der mögliche hethitische Einfluss auf die Troas (Troja) sowie die Kontakte mit mykenischen Stadtstaaten, insbesondere an der kleinasiatischen Westküste (vor allem mit dem Land Arzawa und der Stadt Milet/Millawanda). Zu den seltenen Belegen dieser Kontakte gehören die mykenischen Importgefäße in der hethitischen Provinzstadt Kuşaklı (heth. Šarišša) in Ostkappadokien.
Der Untergang des hethitischen Großreichs ist auf das frühe 12. Jahrhundert v. Chr. datiert. Die städtischen Zentren Zentralanatoliens östlich des Halysbogens wurden durch Brände zerstört oder aufgelassen. Die Ursachen für den Zusammenbruch sind ungeklärt. Neuere dendrochronologische Daten deuten auf eine verheerende Dürrekatastrophe in den Jahren 1198–1196 (±3) v. Chr. mindestens als Teilursache hin. Als weitere Teilursachen wurden Angriffe der „Seevölker“ erwogen, ebenso ein Feldzug der Kaškäer. Zunehmend werden auch innere Konflikte oder ein Krieg gegen Tarḫuntašša diskutiert. Missernten, Kupfermangel und Kriege an mehreren Fronten könnten den Untergang des Großreichs beschleunigt haben. Die Hauptstadt Ḫattuša wurde offenbar aufgegeben und an einen unbekannten Ort verlegt. Bald darauf verließen auch die übrigen Bewohner Ḫattuša.

### Späthethitische Kleinkönigtümer
Nach dem Ende des Großreichs hielten sich späthethitische Reiche im Osten (Karkemiš und Tabal), im Süden Tarḫuntašša sowie im Südosten Meliddu noch mehrere Jahrhunderte, ebenso (Klein-)Fürstentümer wie Karatepe und Zincirli. Sie wurden zum Teil zunehmend aramäisiert und fielen schließlich unter assyrische Herrschaft. Vermutlich sind die Erwähnungen der Hethiter in der Bibel Spuren der Erinnerung an diese Kleinkönigtümer.

## Die Struktur des Hethiterreichs

Lage der Teilbereiche und der umliegenden Reiche

Das Reich der Hethiter war ein relativ kompliziertes Gebilde mit deutlichen Anklängen an ein feudales System. An der Spitze stand der Großkönig (Labarna, später auch Tabarna), der oberster Priester, Richter und Feldherr war und über eine Anzahl nachgeordneter Könige herrschte, die größtenteils aus den angestammten Herrscherhäusern der Gebiete kamen. Diese Vasallenkönige mussten dem Großkönig einen persönlichen Eid ableisten, der bei jedem Wechsel auf dem hethitischen Thron erneuert werden musste, was auch regelmäßig zu Unruhen führte. Neben diesen Vasallenkönigen gab es in der Großreichszeit (also ab etwa 1350 v. Chr.) die Vizekönigreiche von Karkemiš und Ḫalpa in Nordsyrien, die von Mitgliedern der königlichen Sippe verwaltet wurden und vor allem im militärischen Bereich große Selbständigkeit gegenüber der Zentralgewalt genossen. Eine ähnliche Position hatte auch der König von Mira, der ebenfalls in der Spätzeit für die westlichen Gebiete Anatoliens zuständig war.
Neben dem Großkönig stand die Großkönigin, die Tawananna, die sehr selbständig war und im eigenen Namen Staatsverträge abschließen konnte. Sie war oberste Priesterin und verlor diese Position auch beim Tod ihres Gemahls nicht.
Neben dem König stand der hethitische Senat (Panku), der an Gesetzen und Verträgen mitwirkte und sogar das Recht hatte, über den König zu richten. Dies war in der Verfassung des Telipinu (um 1460 v. Chr.) festgelegt. Verfassung ist hier eine nicht so weit hergeholte Analogie – das Dokument sieht einer modernen Verfassung relativ ähnlich. Im Kern ist es eine Nachfolgeregelung für den Thron des Großkönigs, worin genau festgelegt wird, in welcher Reihenfolge die Prinzen thronfolgeberechtigt sind. Zum Wächter dieser Bestimmungen wird der Panku eingesetzt, der somit die oberste Legalitätsinstanz bildet. Der Zweck dieser Verfassung, den ständigen Thronwirren ein Ende zu setzen, wurde allerdings verfehlt: auch in der späteren hethitischen Geschichte sind Thronstreitigkeiten und Usurpationen sehr häufig. Insgesamt zeigt sich hier aber eine Stellung des Königs als Primus inter pares, wie sie im Alten Orient eher selten ist.
Die Heere wurden gewöhnlich vom König selbst angeführt. Vor der Schlacht wurden meist Orakel nach dem Ausgang befragt. Nach hethitischem Glauben eilten die Götter dem Heer voraus und griffen direkt in die Schlacht ein, etwa durch Stürme, Donnerkeile oder indem sie den gegnerischen König mit Krankheit schlugen.

## Kultur

### Schrift und Sprache
Die Sprache der Hethiter zählt zur anatolischen Gruppe der indogermanischen Sprachen. Sie überschichtete zu Beginn des zweiten Jahrtausends die Sprache der nicht-indogermanischen Hattier, von denen sie neben vielen anderen Wörtern auch die Bezeichnung Ḫatti für das Land übernahmen. Ihre Sprache nannten die Hethiter selbst dagegen nešili (Nesisch) nach der Stadt Kaniš/Neša.
Das Hethitische ist die älteste bekannte indogermanische Sprache. Im Hethiterreich wurden auch andere Sprachen gebräuchlich, wie Luwisch im Westen und Palaisch im Nordwesten. Diese Sprachen waren mit dem Hethitischen verwandt und gehörten ebenfalls zum anatolischen Zweig der indogermanischen Sprachen. Der anatolische Zweig der indogermanischen Sprachfamilie unterscheidet sich teilweise stark, vor allem im Wortschatz, von den anderen Zweigen der indogermanischen Sprachfamilie. Das Luwische und auch das vorindogermanisch Hattische spielten für den Kult eine besondere Rolle.
Man schrieb auch mit unterschiedlichen Schriftsystemen. Während die offizielle diplomatische Korrespondenz und die Palastarchive in der assyrischen (akkadischen) Keilschrift verfasst wurden, benutzte man für die zahlreichen Felsreliefs und Inschriften die Hieroglyphenschrift, die, wie man heute weiß, zum Luwischen gehört. Auch das Hurritische war eine wichtige Diplomatensprache, die besonders im Kontakt mit dem Mittanireich Verwendung fand.

### Mythologie

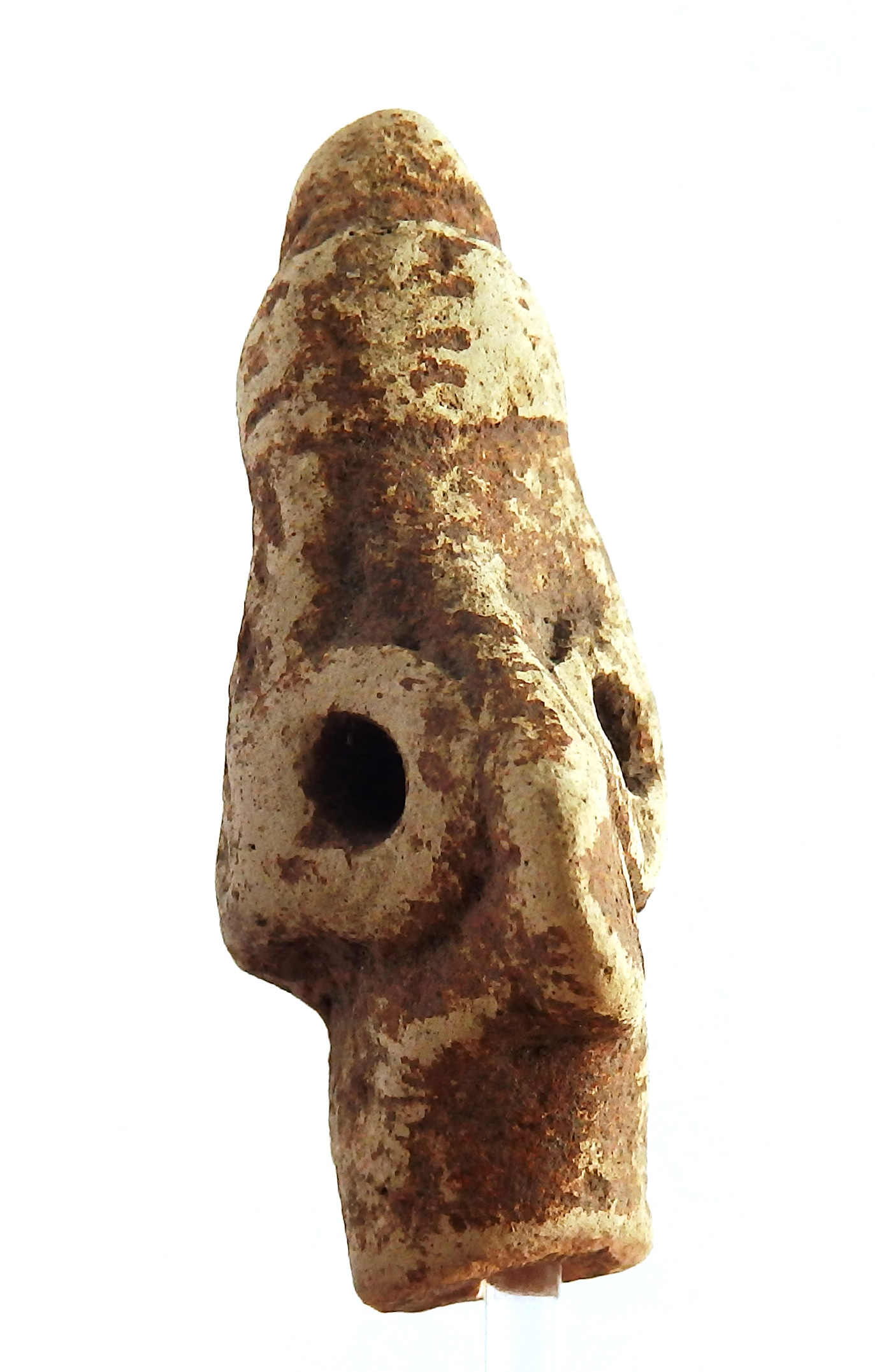
Hethitisches Vogelkopfidol aus Ton, 4,8 cm hoch, 2000 bis 1500 v. Chr.

Die hethitische Mythologie wandelte sich ständig und kannte ein mit über tausend Göttern ausgesprochen umfangreiches Pantheon. Hauptgötter waren der Wettergott Tarḫunna und die Sonnengöttin von Arinna. Das Götterbild der Hethiter war wie in vielen antiken Kulturen stark anthropomorph, so dass diese insbesondere die menschlichen Schwächen wie Wut, Angst, Wollust oder Neid kannten.

## Wirtschaft

### Metallurgie – die Erfindung des härtbaren Eisens
Eine in der Geschichtswissenschaftlichen Reflexion bisher unterschätzte bahnbrechende Erfindung der Hethiter war neben der frühen Nutzung von (weichem) Eisen (möglicherweise aus Eisenmeteoriten) die Verhüttung von Eisenerz zu härtbarem Stahl.
Aus den Keilschriftaufzeichnungen der Hethiter des 1907 und 1911/12 ergrabenen Archivs von Boğazkale (ehemals Boğazköy, nahe der ehemaligen Hauptstadt Ḫattuša in Zentralanatolien) geht hervor, dass weiches Eisen – nicht härtbar – bereits zur Zeit von König Anitta (ca. 1800 v. Chr.) bekannt war.
Aufgrund seiner Seltenheit und schwierigen Herstellung wurde es zunächst zu kultischen Bräuchen in Form von winzigen Figurinen und Sonnenscheiben oder zur Grundsteinlegung wichtiger Bauten in Form von Nägeln und Pflöcken benutzt. Weiterhin galt es als Prestigemetall zur Repräsentation. Es finden sich im Archiv Boğazkale mehrere Kopien eines gleichen Textes, der beschreibt, wie der König Anitta von seinem letzten Widersacher, dem Herrscher von Purušḫanda, einen eisernen Thron und Zepter als Anerkennung seiner Oberhoheit bekommt. Eisen in diesem Umfang symbolisiert hier nicht nur ein Zeichen unglaublichen Reichtums, sondern gleichzeitig Ausdruck von Macht in geradezu mythischen Dimensionen. Nur Göttern schrieb man sonst zu, dass sie eiserne Sitzgelegenheiten haben. Ein Schmieden aus den seltenen Eisenmeteoriten scheint aufgrund der Größenordnung ausgeschlossen. Eine Fundgruppe von sechs eisernen Artefakten aus einem Grab in Alaca Höyük, darunter ein Dolch mit einem goldenen Griff, könnte das belegen. Chemische Analysen weisen auf eine menschliche Herstellung hin, da der Nickelgehalt mit 2,4 % und 2,7 % für eine Herstellung aus Meteoreisen zu gering ist. Ein reich verziertes Prunkbeil mit eisernem Blatt, auf 1450 bis 1365 v. Chr. datiert, wurde in Ugarit gefunden, das zum unmittelbaren hethitischen Einflussgebiet gehörte.

„Die Worte des Herrschers, Königs und Großkönigs Arnuwanda (…) (sind) von Eisen, nicht zu vernichten, nicht zu brechen.“

Spätestens um 1400 v. Chr. (nach König Telipinu) gelang den Hethitern durch Verhüttung von Eisenerz in einfachsten Rennöfen (dazu auch: Eisenschwamm) und nachfolgendes Vergüten (Metallbearbeitung) und das zur damaligen Zeit (bis in die Neuzeit) mögliche Aufkohlen in einer Schmiedeesse. So konnten die Hethiter aus dem weichen Eisen härtbaren Stahl zu erzeugen. Sie schufen daraus Waffen oder Werkzeuge in der Schmiedetechnik, welche den Waffen aus Bronze häufig überlegen waren. Es ist schriftlich belegt, dass auch Eisenwaffen in der Schlacht bei Kadesch (1274 v. Chr.) gegen die Ägypter eingesetzt wurden, welchen nur Bronzewaffen zur Verfügung standen. In den Aufzeichnungen der Hethiter wurde der Stahl als gutes Eisen bezeichnet. In deren Sprache nannte es sich AN.BAR SIG5.

„Betreffend das gute Eisen, wovon Du mir geschrieben hast. – Gutes Eisen in Kizzuwatna in meinem Siegelhaus gibt es nicht. Ich habe (ja) geschrieben, dass (die Zeit) schlecht für die Herstellung von Eisen ist. Sie werden Eisen herstellen, noch sind sie nicht fertig. Sobald sie fertig sind, lasse ich es Dir bringen. Jetzt nunmehr lasse ich Dir eiserne (Schwert-) klingen senden.“

Der Brief gibt darüber Auskunft, dass zur Herrschaft Ḫattušili III. Mitte des 13. Jahrhunderts v. Chr. in dem kilikischen Eisenerzgebiet eine königliche Manufaktur mit Verhüttungszentrum bestanden hat und die Schmiede in der Lage waren, das gute Eisen zu härten. Er bezeichnet auch, dass Eisen zu jener Zeit kein Gebrauchsmetall war. Aus den hethitischen Texten geht hervor, dass das Eisen zu jener Zeit 40 Mal wertvoller war als Silber und somit vom Wert auch weit höher als Gold. Während der Zeit des Hethitischen Großreichs scheint das Eisen nach und nach den Status des göttergleichen Luxusmaterials verloren zu haben, da in den Keilschrifttafeln dann auch Messer, Dolche, Äxte und Schwerter erwähnt werden.
Die alltäglichen Werkzeuge und auch Waffen bestanden weiterhin aus Bronze (Bronze wurde und wird in Formen gegossen und ist daher schnell zu produzieren, während damals zur Herstellung von gehärtetem Eisen ein aufwendiger Prozess nötig war und – vor allem – viel Erfahrung).
Vor und zu dieser Zeit blieb die Verhüttung von Eisenerz weitgehend ein Monopol des hethitischen Reichs und war ein Faktor für dessen Aufstieg. Ab 1200 v. Chr. fand mit dem Untergang der Hethiter und der Verbreitung des entsprechenden Wissens zum Vorderen Orient der lange Übergang von der Bronzezeit zur Eisenzeit statt. Es gibt Thesen, dass neben der Materialüberlegenheit des Eisens auch ein Mangel an Zinn, das zur Bronzeherstellung benötigt wird und meist über Händler auf dem Seeweg importiert werden musste (vergl. Zinninseln und das histor. Britannien), die Entwicklung und den Übergang beschleunigte.

### Bewässerung

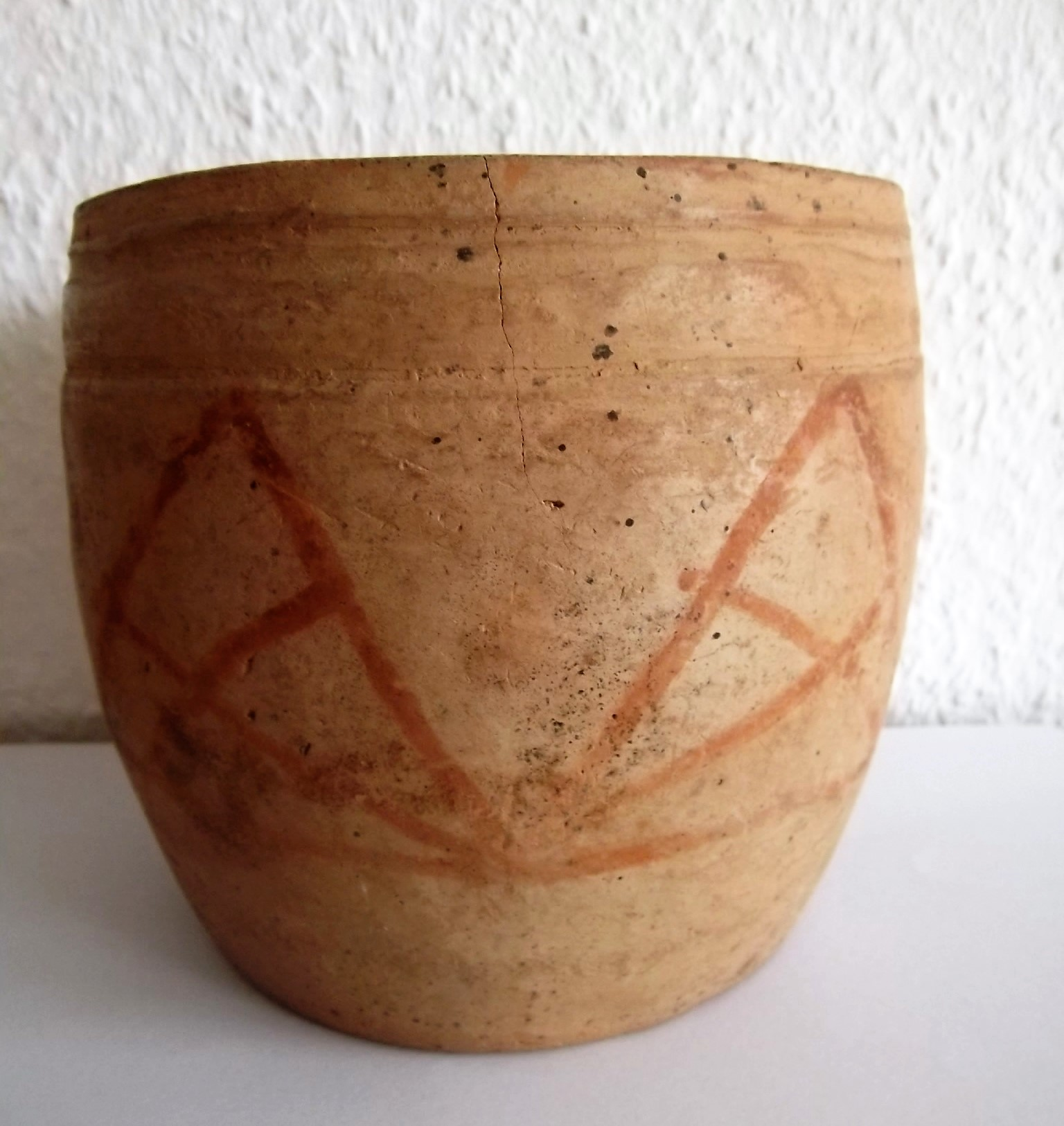
Hethitisches Gefäß aus Ton

Aus Alaca Höyük in der Provinz Çorum ist der hethitische Staudamm von Gölpınar bekannt. Das Staubecken wird durch mehrere darin liegende Quellen gespeist. Der Damm ist 130 Meter lang und 15 Meter breit, er besteht aus Andesit-Felsen, die mit Lehm abgedichtet sind. Eine Tafel mit luwischen Hieroglyphen aus dem Absetzbecken berichtet, dass Großkönig Tudḫaliya den Damm zu Ehren der Göttin Ḫebat erbaute. Er wurde 1935 entdeckt und 2002 im Rahmen der Ausgrabungen in Alaca Höyük freigelegt. Das türkische Amt für Wasserwirtschaft (DSİ) ließ den Stausee in Zusammenarbeit mit Archäologen säubern, 2007 war der Damm wieder einsatzbereit und konnte zur Bewässerung von 20 Hektar Land genutzt werden.
Insgesamt wurden als Reaktion auf die Dürre von 1240 v. Chr. zehn Dämme erbaut. Weitere hethitische Dämme sind aus Böget (Eşmekaya) in Aksaray und Örükaya in der Provinz Çorum bekannt. Sie bestehen ebenfalls aus Felsen, die mit Lehm abgedichtet sind. Der Damm von Örükaya ist 40 Meter lang, 16 Meter hoch und fünf Meter breit und besaß eine Schleuse mit einem Tor aus Holz.

## Die „Hethiter“ in der Bibel
Im Alten Testament werden sowohl das Volk der Hethiter als auch einzelne Mitglieder dieses Volks des Öfteren erwähnt, unter anderem in vier der fünf Bücher Mose, im Buch Josua und im Buch der Richter. Urija (Uria), mit dessen Ehefrau Bathseba König David die Ehe brach und den er später bei einer Schlacht in den Tod schickte, war ebenfalls Hethiter. Der Bericht darüber findet sich im 2. Buch Samuel 11,1–26 .
Vor den Ausgrabungen in Ḫattuša waren die Hethiter nur aus der Bibel bekannt, und man nahm an, dass sie ein einheimischer Stamm in Kanaan seien. Die Identität mit den Hethitern Kleinasiens ist nicht erwiesen. Ebenso wenig ist gesichert, ob die biblische Erwähnung von Hethitern aus dem neuassyrischen und neubabylonischen Sprachgebrauch herzuleiten ist, in dem die Region Syrien-Palästinas überhaupt „Hatti-Land“ genannt wird, oder ob die biblischen „Hethiter“ hurritischstämmige Kreise bezeichnen, die ab dem 2. Jahrtausend v. Chr. in Palästina ansässig waren und auf Grund ethnischer und kultureller Beziehungen im zum hethitischen Großreich gehörenden syrischen Bereich „Hethiter“ genannt wurden.